# Kwame Mawuena
Kwame Franck Elie Mawuena (* 21. November 1992 in Lomé) ist ein togoischer Fußballspieler, der für AC Beerschot spielte.

## Karriere
Mawuena wechselte in der Winterpause der Saison 2010/11 zum türkischen Erstligisten Gençlerbirliği. Hier spielte er vorerst in der 2. Mannschaft. Er nahm aber dennoch am Training der Profi-Mannschaft teil. Er kam bis zum Saisonende auf zwei Ligaeinsätze. In der neuen Saison gehört er zwar zum Kader der Profi-Mannschaft, spielt aber überwiegend für die zweite Mannschaft. Sommer 2012 verpflichtet der belgische Erstligist AC Beerschot Mawuena für nur 100.000 Euro.